# Zama Major
Zama Major oder auch Zama Regia (altgriechisch Ζάμα μείζων Zama meizon) war eine antike Stadt in der Provinz Africa proconsularis. Der heutige Ort Jama liegt etwa 10 km südlich der Stadt Siliana.
Der karthagische Feldherr Hannibal kämpfte 202 v. Chr. im Zweiten Punischen Krieg hier in der Schlacht von Zama gegen die Römer, in der er vom römischen General Scipio Africanus dem Älteren besiegt wurde.
Danach gehörte Zama zum Reich der Numider und war Residenz des Königs Iuba I., deswegen fortan Zama Regia („das königliche Zama“) genannt.
In der römischen Kaiserzeit gehörte es zur Provinz Africa proconsularis und wurde spätestens unter Hadrian Colonia.
Auf einen erloschenen Bischofssitz in dieser Stadt geht das römisch-katholische Titularbistum Zama Major zurück.